# 712. pehotna divizija (Wehrmacht)
712. pehotna divizija (izvirno nemško 712. Infanterie-Division; kratica 712ID) je bila pehotna divizija Heera v času druge svetovne vojne.

## Zgodovina
Divizija je bila ustanovljena 5. maja 1941 kot nepremična divizija 15. vala. V začetku leta 1945 je bila uničena na vzhodni fronti.
Ponovno je bila ustanovljena 26. marca 1945 s polki bivše Tankovskogrenadirske divizije Kurmark. Divizija je bila uničena med bitko za Halbe; ostanki so prešli v sovjetsko vojno ujetništvo.

## Vojna služba
| Datum        | Delovanje       | Korpus             | Armada        | Armadna skupina             | Področje             |
| maj 1941     | v ustanavljanju |                    |               | Poveljnik nadomestne vojske | Trier                |
| julij 1941   |                 | 25. armadni korpus | 7. armada     | Armadna skupina D           | Francija             |
| oktober 1941 |                 | 35. armadni korpus | 1. armada     | Armadna skupina D           | Demarkacijska linija |
| junij 1942   |                 | 83. armadni korpus | Armada Felber | Armadna skupina D           | Demarkacijska linija |

## Organizacija
1941
- 732. pehotni polk
- 745. pehotni polk
- 652. artilerijski bataljon
- 712. divizijske enote

1945
- 732. grenadirski polk
- 745. grenadirski polk
- 764. grenadirski polk
- 1712. artilerijski polk
- 712. inženirski bataljon
- 712. divizijske enote

## Pripadniki
Divizijski poveljniki
| 1. | Generalmajor Georg von Döhren             |  | (3. maj 1941 – 16. april 1942)     |
| 2. | Generalporočnik Friedrich-Wilhelm Neumann |  | (16. april 1942 – 1. februar 1945) |
| 3. | Generalmajor Joachim von Siegroth         |  | (1. februar 1945 – maj 1945)       |